# Frattamaggiore
Frattamaggiore  è un comune italiano di 28 468 abitanti della città metropolitana di Napoli in Campania. È insignita del titolo di città dal 1902.

## Geografia fisica

### Territorio
Frattamaggiore si colloca nella zona della Campania antica (nota anche come ager Campanus o Campania felix), anticamente l'area più fertile della penisola italica. Per l'esattezza è situata a est della piana dei Regi Lagni, parte della regione storico-geografica della Terra di Lavoro (nota anche come Liburia).
Posizionata esattamente a 15 km a nord di Napoli, costituisce un'unica conurbazione senza soluzione di continuità coi comuni confinanti. Il territorio è prevalentemente pianeggiante oscillando tra un'altitudine minima di 36 m s.l.m. e una massima di 63 m s.l.m., la casa comunale si trova a 44 m s.l.m. Secondo la classificazione sismica il territorio frattese è compreso nella zona 2 che denota un rischio di sismicità medio-alto.

### Clima
Classificazione climatica: zona C, 1008 GG (il limite massimo consentito per l'accensione degli impianti termici è di 10 ore giornaliere dal 15 novembre al 31 marzo).

## Origini del nome
Il nome Fratta è di provenienza monastica benedettina ed indicava nell'Alto Medioevo un territorio di sterpaglie (in latino fracta), impervio ed incolto con macchie e dirupi, che i monaci ricevevano come donativo signorile e destinavano al lavoro dei coloni con vantaggiosi contratti agrari. L'attuale Frattamaggiore in pratica richiama nel nome l'antica Fracta di Atella che nel periodo carolingio (VIII secolo) fu terra monastica intorno all'abbazia di San Sossio. I documenti del IX-XI secolo, redatti nelle Curie di Atella, di Benevento, di Capua, di Napoli e di Aversa, riguardano infatti contratti agrari e scambi preferenziali degli abitanti del luogo con le organizzazioni monastiche benedettine di area longobarda (San Vincenzo al Volturno e Montecassino), di area napoletana (Santi Sossio e Severino e basiliani) e di area aversana (San Lorenzo e San Biagio).
Il primo documento in cui il territorio è definito Fracta è del 9 settembre 923. Verso la metà del XIII secolo, a circa due chilometri da Fratta, si stabilì un piccolo gruppo di atellani dispersi, dando origine ad un nuovo minuscolo borgo che fu chiamato Frattula o Fracta Piczula (l'odierna Frattaminore). Di qui la necessità di distinguere i due nuclei abitati, per cui il casale prese il nome di Fracta Major (Fratta Maggiore). Il primo documento ufficiale ad attestare questo cambio di denominazione risale al 1310: un diploma di Carlo d'Angiò figlio di Roberto, in cui si legge per la prima volta Fratta con l'aggiunta di maggiore.

## Storia
Il primo documento in cui si cita il nome di Frattamaggiore (l'antica Frazione di Atella) è dell'anno 923: esso apparteneva al cartario del monastero napoletano di San Sebastiano e fu segnalato da Lorenzo Giustiniani nel suo Dizionario del Regno di Napoli del 1797:
(Archivi del Monastero di San Sebastiano, Napoli. Foglio CCCXXXXV, 9 settembre 923.)
La zona però, secondo i documenti R.N.A.M. (Regii Neapolitani Archivi Monumenta) risultava abitata da contadini e piccoli proprietari già dall'820 d.C.
L'ipotesi più accreditata, sostenuta da Bartolommeo Capasso e supportata da un certo repertorio archeologico, è che il territorio già dai primi secoli avanti Cristo fosse abitato da piccoli insediamenti umani dipendenti da Atella e che sia stato gradualmente disboscato. Dopo la devastazione vandalica del 455 d.C., gli Atellani, per ripararsi dalle incursioni, non solo edificarono il borgo chiamato oggi Sant'Arpino, ma costruirono come vedetta un castello antemurale in difesa della città di Atella, sito in via Castello, ora via Genoino, dell'odierna Frattamaggiore. Proprio intorno al castello, agli autoctoni abitatori della Fracta, per lo più boscaioli, nell'850 d.C. si aggregò una colonia di profughi di Miseno fuggiti dalla loro città costiera distrutta dai saraceni. Dal seme piantato da un popolo disperso nasce una nuova città, fondata sui costumi e sul culto della prima. Arrivati tra le fratte dell'agro atellano, i superstiti misenati trasformarono i boschi in terreni fruttuosi, coltivarono la canapa, piantarono i primi rudimentali filatoi, ma soprattutto edificarono un sontuoso tempio in onore di San Sossio, loro concittadino. C'è oggi in Frattamaggiore un rione denominato via Miseno e giustamente si pensa che i primi profughi abbiano ricostruito qui il proprio focolare.
La colonizzazione della fratta atellana fu favorita anche dalla pressione demografica nelle zone costiere flegree situate a nord di Napoli, come quelle di Miseno  e Cuma, dal loro impaludamento e dalle incursioni saracene che spinsero molti abitanti, specialmente contadini, a trasferirsi nell'entroterra. Questi ultimi, attratti dai vantaggiosi contratti agrari praticati dalle congregazioni monastiche atellane e napoletane e dalla possibilità di un lavoro stabile in area più sicura, operarono i disboscamenti previsti nelle clausole, e contribuirono a sottrarre il territorio all'incuria e ad avviarlo al ricco utilizzo che da allora lo ha sempre caratterizzato.
Altri documenti del periodo normanno ed angioino (XII-XIV secolo) riguardarono l'infeudazione del territorio, i commerci e le attività canapiere e funare, considerate queste ultime espressione delle ataviche attività marinare dei misenati; mentre ulteriori documenti di carattere ecclesiastico, come quelli della Ratio decimarum del XIII-XIV secolo riguardarono la unicità della devozione per il martire misenate espressa nell'antica Ecclesia sancti Sossii del casale frattese.
L'appellativo Major per l'antica Fracta si riscontra nei documenti del periodo normanno (XII secolo). Durante la dominazione normanna (1030-1266) Fratta fu denominata Fracta Major e si costituì come casale legato a Napoli per gli affari civili e ad Aversa per quelli ecclesiastici. Al periodo angioino (1266-1442) risalgono molti documenti che riguardano i cannabarj frattesi che commerciavano funi nella città di Napoli.
Al periodo aragonese-spagnolo (1442-1507) risale la parte più antica della struttura urbana, con la presenza di residenze che valorizzano i palazzi con corti signorili e i luoghi come spazio di lavoro contadino e di produzione canapiera. Nel 1493 Frattamaggiore divenne sede della Gran Corte della Vicaria, mentre le sue funi e le sue gomene si esportavano in tutto l'impero spagnolo, accompagnando probabilmente anche l'impresa di Cristoforo Colombo. Nel 1630 l'Universitas frattese venne ceduta in feudo al barone di Sangro, ma tre anni dopo riuscì ad operare il suo riscatto. Nel periodo borbonico l'artigianato canapiero si concentrò in una fiorente industria tessile, che ebbe modo, alla fine dell'Ottocento e all'inizio del Novecento, di assurgere ai massimi livelli europei.
Nel 1901 Sossio Russo, sindaco, inaugurò la rete tranviaria e l'illuminazione elettrica pubblica. Nel 1902 Frattamaggiore fu elevata al rango di città da re Vittorio Emanuele III, ed ancora nel 1904 la chiesa di san Sossio divenne monumento nazionale. Nel 1909 fu eretta la chiesa del Redentore. Carmine Pezzullo venne fu sindaco per tre mandati dal 1908 al 1920 e nel 1916 fondò la corderia omonima. Nel 1910 fu costruita la chiesa di San Rocco e nel 1913 il ritiro venne trasformato in orfanotrofio.
La struttura urbana del centro storico, ancora oggi persistente porta i segni delle varie epoche storiche della città: il nucleo medievale intorno alla monumentale basilica pontificia di San Sossio; i palazzi, i luoghi e i monumenti del periodo aragonese-spagnolo e del periodo borbonico; i palazzi dell'Ottocento e del primo Novecento, il verde storico e le ville periferiche della stessa epoca. In questo centro storico si evidenziano portali di travertino e di piperno scolpito, affacci e mascheroni barocchi ed altri segni, come le edicole votive, che trovano modo di esprimersi ad un buon livello artistico ed architettonico.
Negli ultimi 50 anni la città ha cambiato la sua economia, ha modernizzato i suoi servizi, ha esteso la sua configurazione urbana ed appare oggi, con buone quote di attività nei vari settori economici, uno dei centri più importanti dell'hinterland napoletano.
I santi patroni sono San Sossio di Miseno, al quale la città eresse una chiesa risalente all'XI secolo, e Santa Giuliana di Nicomedia che era venerata a Cuma, altra città di provenienza di molti profughi frattesi. Oggi la chiesa, dedicata anche a Santa Maria degli Angeli è Basilica pontificia e si presenta con un'architettura antica in stile romanico (cripta) e gotico (navate), con manifestazioni rinascimentali (portale e fonte battesimale) e barocche (cappelle ed altari).
Nel 1997, con il placet del primate dell'Ordine di San Benedetto essa è stata solennemente intitolata città benedettina; il titolo è legato alla storia e alla custodia nella basilica cittadina delle spoglie dei Santi Sossio e Severino traslate nel 1807 dall'abolito monastero benedettino napoletano. Nel 2008, con decreto dirigenziale della Regione Campania, essa ha ricevuto il riconoscimento ufficiale di città d'arte.

### Simboli

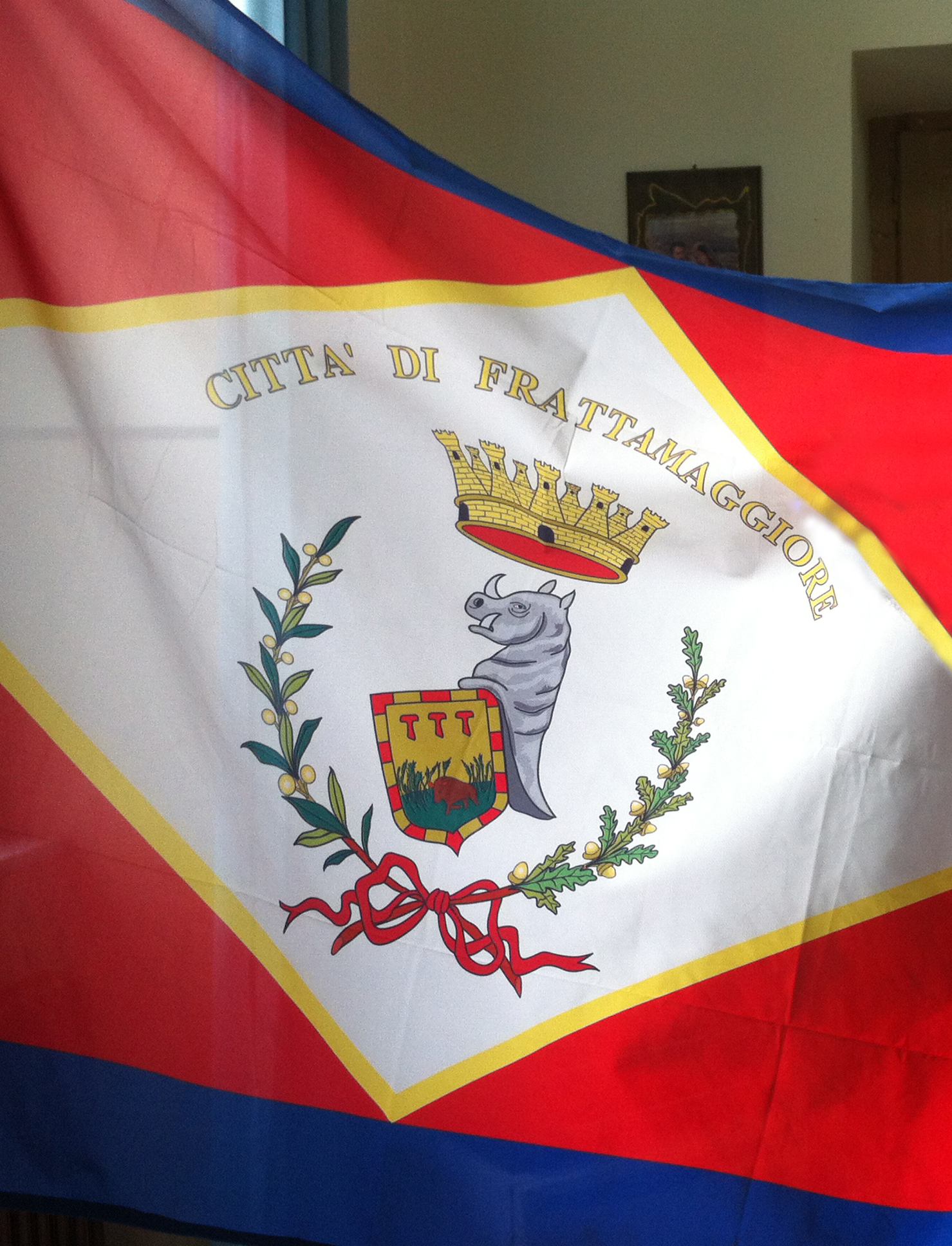
La bandiera di Frattamaggiore

Lo statuto comunale di Frattamaggiore afferma che:
Il Comune ha come suo segno distintivo lo stemma riconosciuto con R.D. 5.VI.1902, registrato alla Corte dei Conti il 23.VI.1902, Reg. 4, Foglio 12. La blasonatura ufficiale dello stemma è la seguente:
Lo stemma di Frattamaggiore è composto da uno scudo gotico a fondo giallo chiaro che denota ricchezza ed ubertà della Contrada. Le tre tau o croci di S. Antonio (le tre T) di color rosso in alto ricordano l'origine greca della località e simboleggiano le tre colonie dai cui profughi ha avuto origine la città di Frattamaggiore: Miseno, Cuma e Atella. In basso sullo scudo vi è un cinghiale nero su piano oscuro a simboleggiare che tal luogo è stato coperto da pruni, sterpi e fratte e terreno incolto ed abbandonato per molto tempo. Lo scudo è contornato da quadretti di color rosso e blu, colori regali della Casa Aragonese in Napoli: onorificenza ricevuta e concessa probabilmente per mano degli Aragonesi Re di Napoli, e più propriamente dal Re Ferrante I d'Aragona nel 1492, epoca in cui fu trasportata la Vicaria a Frattamaggiore. Tutto lo scudo è sormontato da una testa con collo di cinghiale di color bronzo, e ciò probabilmente per essere stata la sua origine maggiormente longobardica, quantunque il primo sorgere fosse stato greco. In effetti i guerrieri longobardi solevano coprire le loro armi con la pelle di tali animali. Sul capo del cinghiale vi è una Regia Corona guarnita di pietre preziose, e ciò perché il Casale di Frattamaggiore sin dai tempi remoti fu sempre Regio e Demaniale, cioè appartenente alla Corona e giammai andò soggetto a giurisdizione di feudatari.
(Descrizione araldica della bandiera dallo statuto comunale di Frattamaggiore)

### Onorificenze

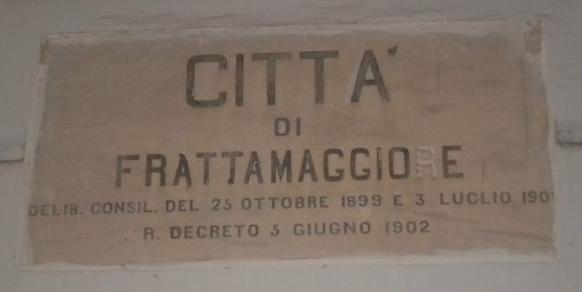
Lapide commemorativa il conferimento del titolo di città

### Ricorrenze
- 9 settembre 923, primo documento ufficiale in cui è riportato il nome della città;
- 5 giugno 1902, conferimento del titolo di città;
- 4 ottobre 1943, durante la seconda guerra mondiale gli alleati entrano in città liberandola.

## Monumenti e luoghi d'interesse

### Architetture religiose

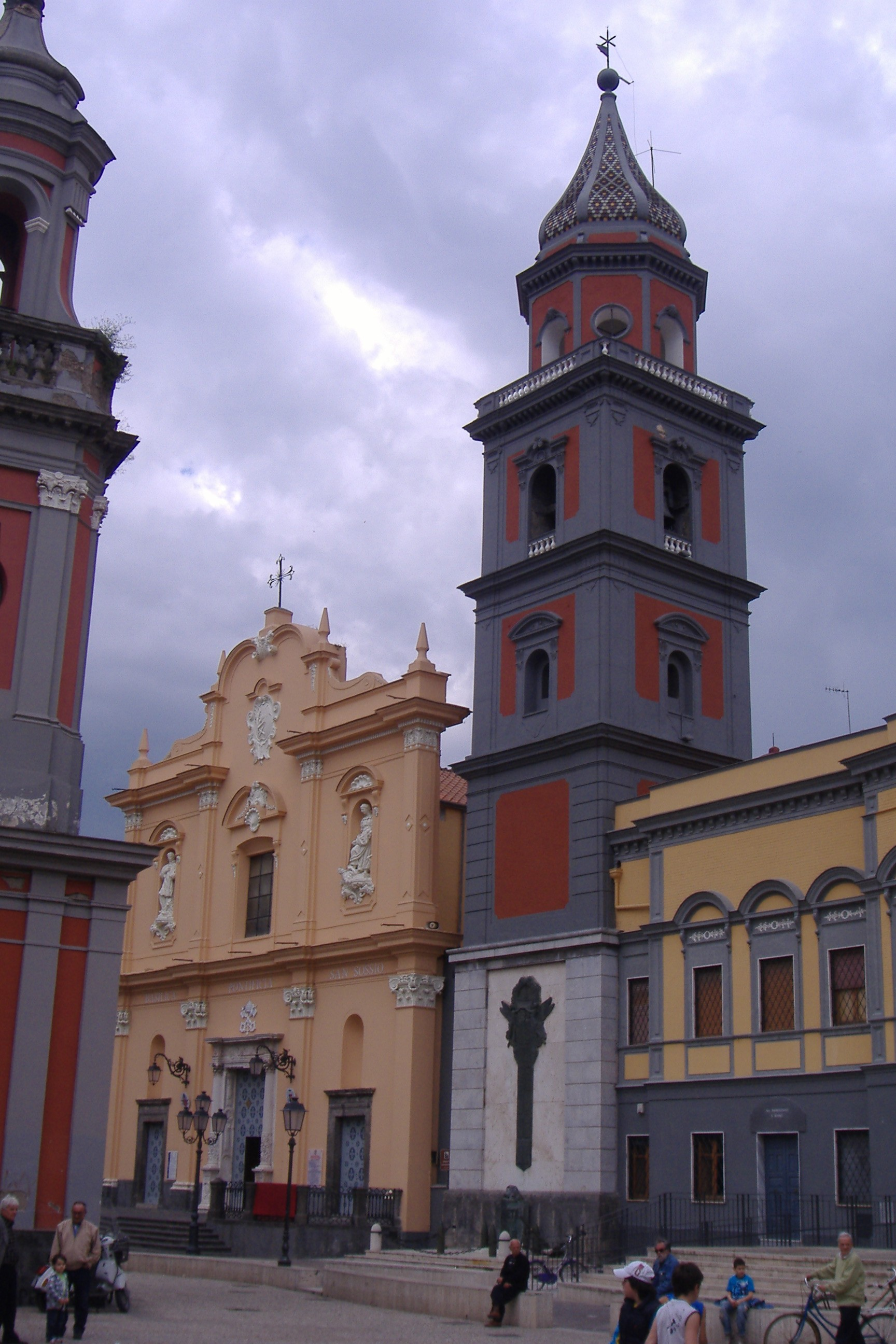
Basilica di San Sossio Levita e Martire

- Basilica di San Sossio Levita e Martire (X secolo). Ha un'ossatura in piperno con caratteri stilistici dei gotico napoletano. È monumento nazionale, e conserva i corpi di S. Sosio e Severino. È affiancata da un campanile del 1546.
- Chiesa di Santa Maria delle Grazie e Purgatorio (XV secolo). Sorta in periodo Aragonese, nell'antica "piazza dell'olmo". Nel Cinquecento fu sede della Confraternita delle anime del purgatorio. Possiede quadri d'epoca, statue di santi e porte lignee intarsiate del Cinquecento.
- Chiesetta di San Giovanni Battista (XV secolo). Chiesa gentilizia fondata nel 1487 da Antonello De Lo Priete. Ha una tomba nel mezzo del pavimento e possiede tavole d'epoca.
- Chiesa della SS. Annunziata e S. Antonio (XVII secolo). Sorta al posto di un antico luogo devozionale, costituito da un arco dell'acquedotto atellano. Contiene statue lignee di santi e suppellettili del Seicento.
- Chiesetta di Sant'Ingenuino (XVII secolo). è chiesa gentilizia dei conti Genoino. Vi sono tombe di famiglia ed epigrafi antiche.
- Chiesa di Santa Maria Consolatrice degli Afflitti (XVII secolo). Chiesa annessa al convento agostiniano, trasformato nel secolo scorso in ospedale civile. Possiede al centro una discesa al cimitero dei monaci. Sorge nel sito con toponimo "Paritinula" risalente al IX secolo.
- Santuario dell'Immacolata Concezione (XIX secolo). Santuario che occupa il sito dell'antica cappella trecentesca dell'Angelo Custode. È sede dell'antica Congrega dei Preti e possiede altari antichi, espressioni devozionali dell'Ottocento e un bellissimo coro ligneo (1928) nel presbiterio opera dell'ebanista Raffaele Mazzotta.
- Chiesa di San Filippo Neri (XIX secolo). Eretta a seguito di una scissione avvenuta tra l'antica Congrega del Carmine e quella di S. Filippo Neri. Possiede il corpo di S. Secondiano martire, e un archivio con antichi documenti notarili.
- Chiesa di San Rocco (XIX secolo). Fondata a recupero di un'antica funzione religiosa proveniente dalla cappella quattrocentesca di S. Giuliana, posta alle propaggini campagnole della città, e dalla devozione dell'omonima congrega che operava nella chiesa di S. Antonio.
- Chiesa del SS. Redentore (1908). Fondata per esigenze pastorali poste dallo sviluppo demografico. È luogo attivissimo di catechesi giovanile.
- Chiesa di Maria SS. di Casaluce sorge sul sito di un'edicola ove era venerata un'antichissima icona madonnale, con caratteri bizantini (X-XV secolo). A questa icona era rivolta la devozione dell'avito quartiere dei funari.
- Chiesa di Maria SS. Assunta in Cielo (1956). Sorta a risposta dello sviluppo demografico del paese, possiede opere pregiate, e realizza un'intensa attività catechistica e di servizio sociale.
- Maria SS. del Carmine sostituisce un'antica chiesa dei XV secolo esistente fino al 1958 nella piazza principale. È sede di fervente attività giovanile.

### Architetture civili

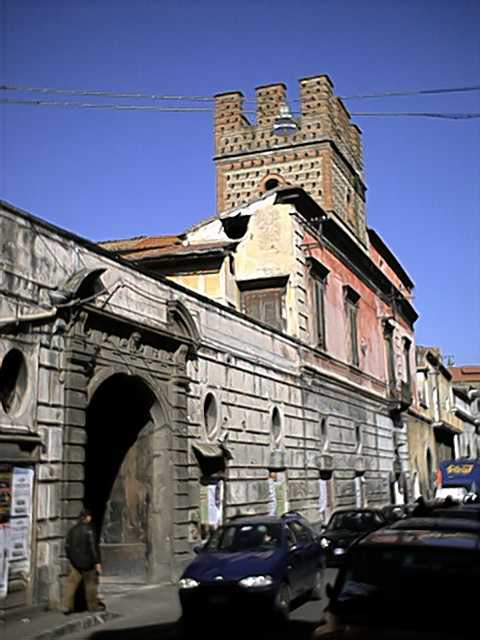
Il palazzo con la torre colombaia in via Roma

- Palazzo Niglio-Iadicicco (XVI secolo). È sito in via Atellana 36. Tra gli interni spicca una pregevole galleria affrescata intorno al 1780 da Pietro Malinconico.
- Palazzo Lupoli (XVIII secolo). Si trova in Corso Durante al civico 31.
- Palazzo Pezzullo (XVIII secolo).
- Palazzo Spena (XVIII secolo). Sito in via Vittorio Emanuele III.
- Palazzo Sannino Tarantino (XVIII secolo).
- Palazzo Muti (XIX secolo). Sito nel Corso Durante al numero 207, conserva negli interni decorazioni pittoriche eseguite da Pasquale Pontecorvo.
- Palazzo Vergara (XIX secolo).
- Villa Lendi (XIX secolo). Si trova in via Carmelo Pezzullo 24.
- Palazzo Ferro (XIX secolo). Si trova al civico 84 del Corso Durante.
- Palazzo Russo (XX secolo). Sito al corso Durante.
- Palazzo Matacena (XX secolo). Progettato nei primi anni del Novecento da Gregorio Botta, si accede ad esso attraverso un'elegante esedra in Corso Durante numero 256. Gli interni vennero decorati dal pittore locale Gennaro Giammetta.
- Villa Cirillo (XX secolo).

## Società

### Evoluzione demografica
Abitanti censiti

Sino al 13 settembre 2013 è stata sede di una sezione distaccata del Tribunale di Napoli. Sede dell'ufficio del Giudice di Pace.
È sede legale della Direzione generale dell'ASL Napoli 2 nord.

### Etnie e minoranze straniere
Secondo i dati ISTAT al 31 dicembre 2020 i cittadini stranieri residenti a Frattamaggiore erano 1 045, corrispondenti al 3,6% della popolazione. Le nazionalità maggiormente rappresentate erano:
1. Ucraina 304 1%
2. Pakistan 244 0,8%
3. Marocco 152 0,5%
4. Bangladesh 60 0,2%
5. Algeria 39 0,1%
6. Polonia 30 0,1%

### Religione

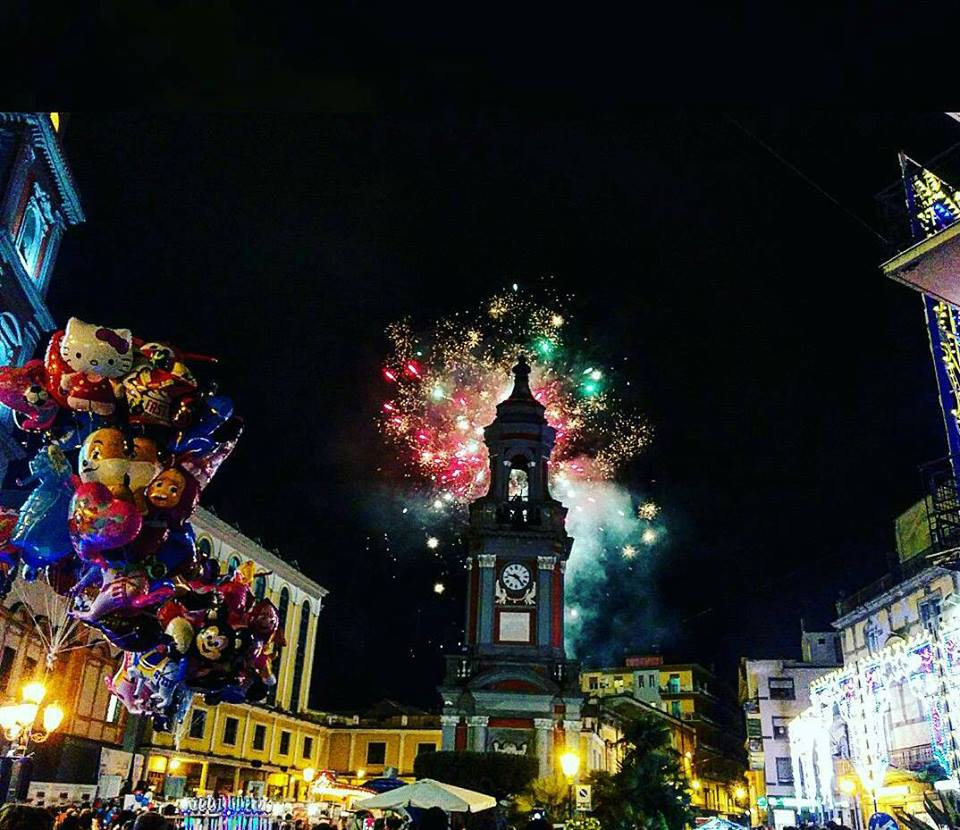
Un momento dei festeggiamenti in onore del patrono San Sossio

La religione più diffusa a Frattamaggiore è il Cristianesimo nella confessione cattolica. Sono sette le parrocchie del territorio comunale. La forania di Frattamaggiore-Frattaminore fa parte della diocesi di Aversa.

### Qualità della vita
Frattamaggiore aderisce al Patto dei Sindaci, un movimento europeo che vede coinvolte le autorità locali e regionali che si impegnano volontariamente ad aumentare l'efficienza energetica e l'utilizzo di fonti energetiche rinnovabili nei loro territori.

## Cultura

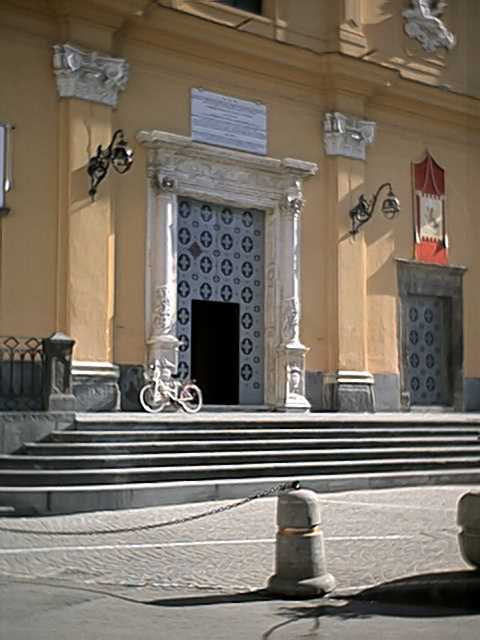
Il portale della Basilica di San Sossio L. e M.

### Città d'arte
Nel 2008 Frattamaggiore viene nominata città d'arte. Tale riconoscimento ruota intorno a sette monumenti. Nella relazione presentata dalla pro loco cittadina alla regione Campania e all'Ente provinciale per il turismo, i siti di rilevante interesse artistico individuati a Frattamaggiore sono: il centro storico, le chiese di Sant'Antonio, santuario dell'Immacolata Concezione, di Santa Maria delle Grazie, di San Rocco, la basilica di San Sossio e la Torre civica.

### Musei
- Museo sansossiano di arte sacra.[13]

### Biblioteche
A Frattamaggiore è presente una biblioteca comunale, in via Massimo Stanzione, 154 con un patrimonio di 13 476 monografie, 47 periodici correnti e 120 spenti, 4 manoscritti e 3 edizioni del '600, 117 del '700 e 1 006 dell'800.

### Frattamaggiore nella cultura di massa

#### Citazioni
(Carlo Mormile, prima quartina del Sonetto a Frattamaggiore, 1830 ca)
Matilde Serao scriveva su Il Giorno: “Bisogna vedere Frattamaggiore: tutto parla di Pezzullo: l'Ospedale, la Congrega di Carità, le Chiese abbellite, la Banca fiorente, la cooperazione magnifica...”.

## Geografia antropica

### Urbanistica
L'intervento pubblico nell'urbanistica nasce a Frattamaggiore dopo il riscatto che i frattesi pagarono nel 1634 al barone De Sangro, per riottenere la gestione della città. L'affrancamento dalla feudalità spinse l'Universitas cittadina - una congregazione laica di professionisti e possidenti alla guida della città - a gestire, tra le altre materie, anche quel tipo di edilizia che avrebbe ospitato funzioni d'interesse comune. I forni comunali per la cottura del pane furono i primi ad essere realizzati. La peste del 1657, spinse poi i governanti a realizzare strutture sanitarie pubbliche. Nel Settecento gran parte delle operazioni di edilizia pubblica, si concentrarono sulla rete viaria. Si passò da strade polverose e soggette a frequenti smottamenti, ad un disegno stradale che valorizzava il paesaggio urbano.

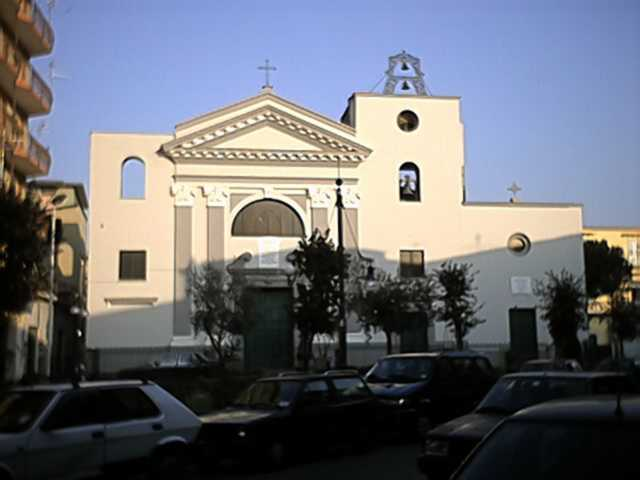
La Chiesa di Sant'Antonio di Padova in piazza Riscatto

Nell'Ottocento gran parte delle strutture urbane fu realizzata sotto il segno della fiorente industria della canapa. Depositi agricoli, siti per i trasporti, residenze dei lavoratori. Frattamaggiore era una fabbrica disseminata, con centinaia di laboratori. Crescita molto intensa, ma gestita in modo uniforme dal governo cittadino. Con l'Unità d'Italia, la città subì un vero restyling. Furono allargate le strade del centro storico, ridisegnate le facciate dei palazzi del corso Durante, create nuove strutture civili, realizzate nuove infrastrutture. Sono di fine dell'Ottocento la linea tranviaria di collegamento con Napoli, e la stazione ferroviaria sulla linea che collegava il capoluogo campano con Roma, il primo nucleo dell'ospedale, e nuovi edifici scolastici. Sostanzialmente intatta anche durante il fascismo, l'urbanistica frattese ha vissuto un enorme sviluppo dagli anni sessanta del ventesimo secolo. I temi del piano regolatore generale, la necessità di difendere e valorizzare il centro storico si sono coniugati insieme alla necessità di una nuova progettualità, di una nuova pianificazione del territorio.
Negli anni cinquanta, il comune di Frattamaggiore, incoraggiò lo sviluppo dell'edilizia economica e popolare (INA-Casa), nelle aree di quella che allora era la periferia urbana. Nel 1957, l'architetto Sirio Giametta fu incaricato di redigere il piano regolatore generale, che fu adottato senza però divenire mai formalmente efficace. Modellato sulla realtà socio-economica ed urbanistica dell'epoca, conteneva indicazioni d'avanguardia circa la ristrutturazione urbana. Ma quella realtà, di lì a poco, avrebbe perso i connotati derivanti dall'industria canapiera e dall'utilizzazione agricola del territorio. Nel 1968, l'amministrazione comunale, predispose l'individuazione di una zona industriale, mentre nel 1976 fu ultimato il programma per la fabbricazione di nuovi edifici scolastici. Nel 1978 entra in vigore il piano di zona, per realizzare, anche tramite cooperative locali, la legge167.

### Frazioni, località e contrade
Il comune è privo di frazioni ma ha diverse contrade e località abitate, tra cui Borgo Siepe, Case sparse, Rossini, Sepano, Voltacarrozza, Pardinola e la zona industriale.

## Economia
La città, oggi ha un'economia basata essenzialmente sul terziario e sul commercio, in misura minoritaria, sui servizi, in passato è stata tra le maggiori produttrici di canapa in Italia, insieme ad Aversa. Inoltre nel suo agglomerato ASI sono presenti grossi gruppi industriali: la cartotecnica Seda Italy, la Novatel Telecomunicazioni, il Centro di smistamento Amazon, la Tecnosistemi TLC SPA e il corriere GLS. In ultimo in località Sepano è in fase di completamento il P.I.P. con il centro servizi Fracta Labor consorzio di piccole e medie imprese.

### Agricoltura

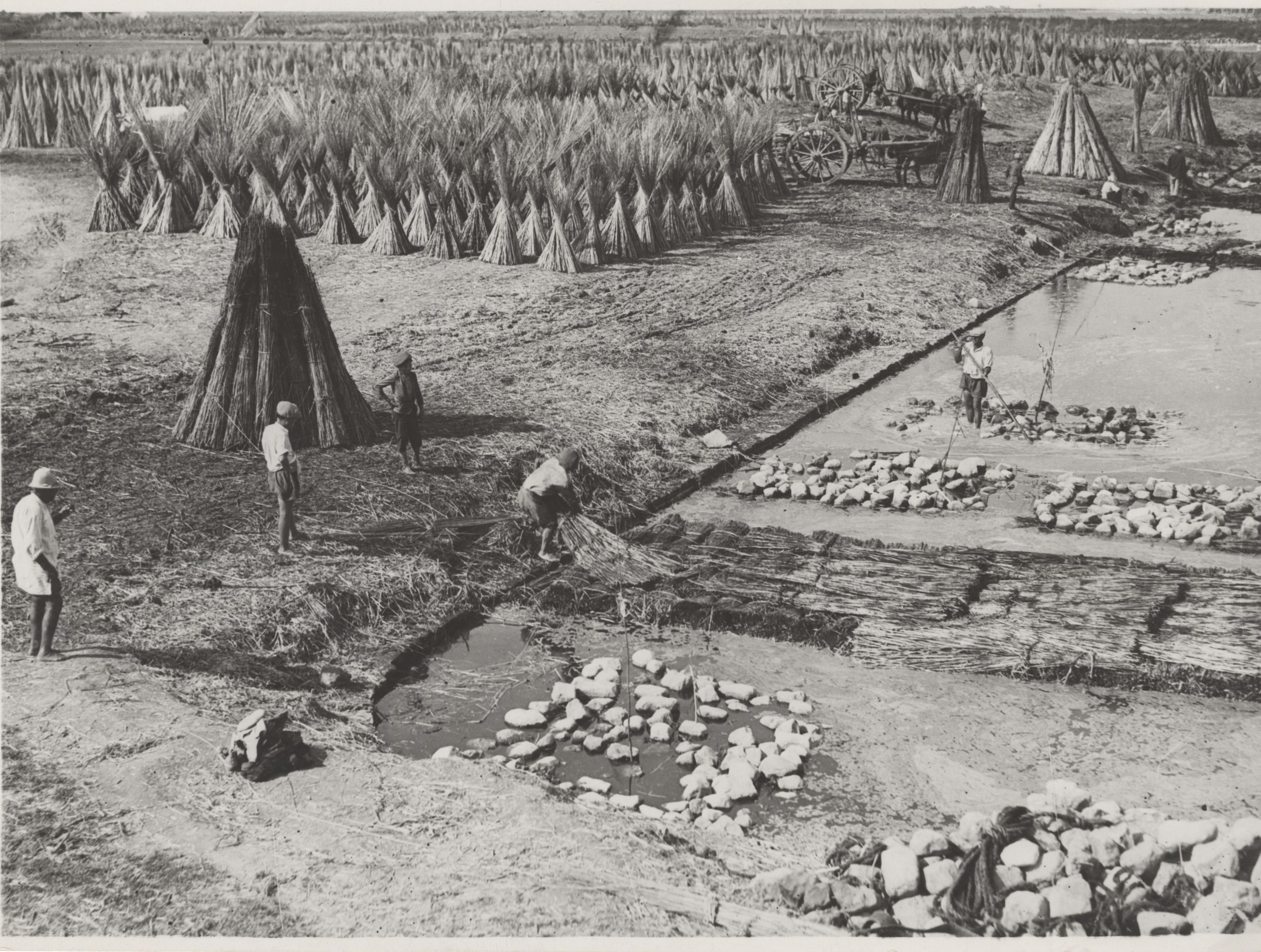
Coltivazione della canapa a Frattamaggiore nel 1930

Dall'età medievale sino alla seconda guerra mondiale Frattamaggiore è stata un importante centro canapiero. Gli ultimi residui di tale attività sono da riscontrarsi nella produzione di corde e gomene per le navi.
L'agricoltura, non più settore trainante dell'economia, resiste con la rinomata produzione di fragole e asparagi.
Frattamaggiore fa parte della regione agraria n. 5 - Piano Campano sud-occidentale.

## Infrastrutture e trasporti

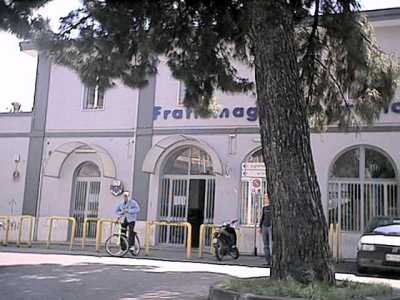
L'esterno della stazione di Frattamaggiore-Grumo Nevano

### Ferrovie
La località è servita dalla stazione di Frattamaggiore-Grumo Nevano, posta sulle linee Napoli-Foggia e Roma-Napoli via Formia. L'impianto è classificato da RFI nella categoria Silver.
Fra il 1904 e il 1961 la cittadina rappresentò il capolinea settentrionale della tranvia Napoli-Frattamaggiore, gestita dalla società belga Société Anonyme des Tramways Provinciaux (SATP).

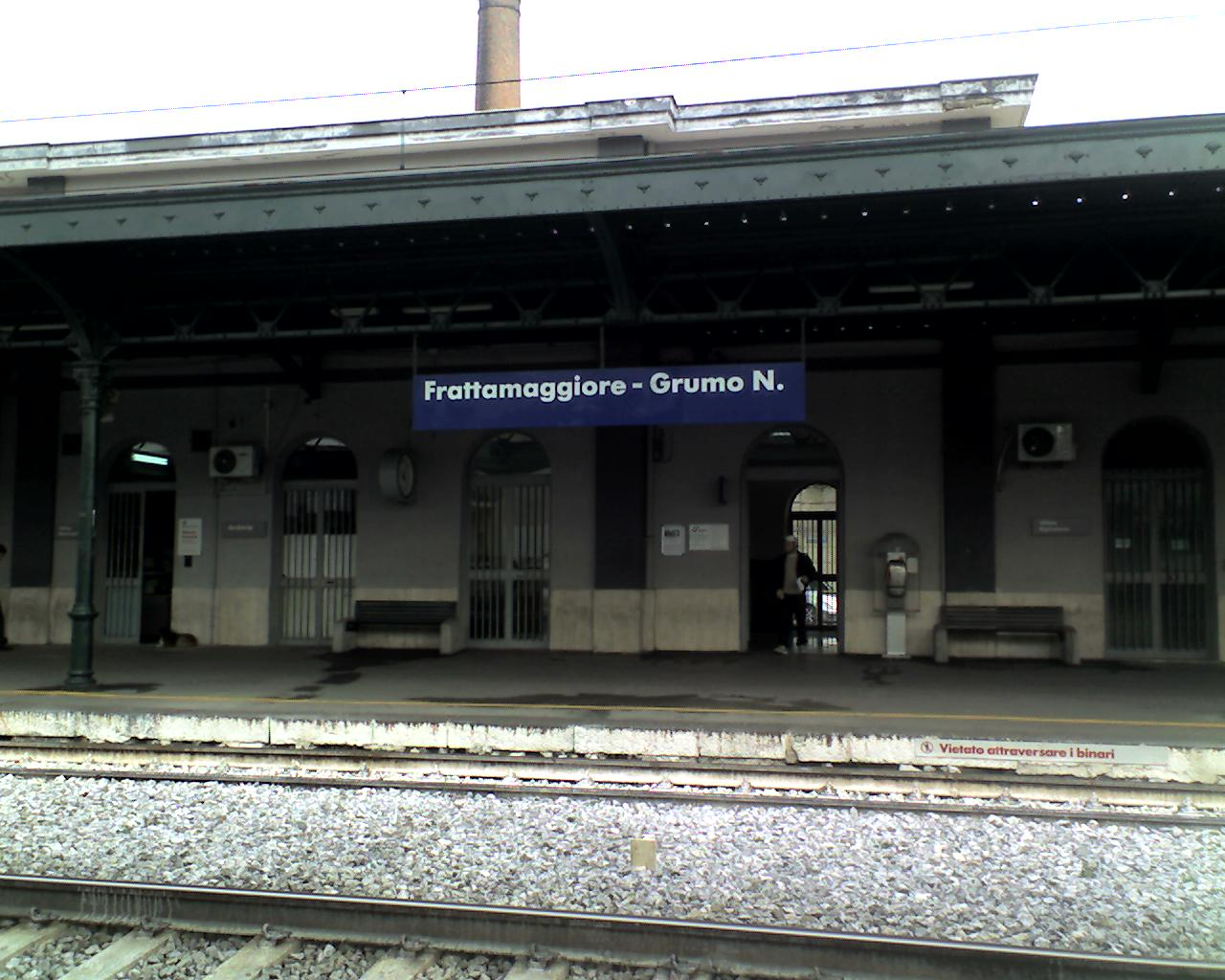
L'interno della stazione di Frattamaggiore-Grumo Nevano

### Mobilità urbana
I trasporti interurbani di Frattamaggiore venivano svolti con autoservizi di linea gestiti dalla ex CTP (Compagnia Trasporti Pubblici Napoli) alla quale dopo il fallimento è subentrata la EAV Ente Autonomo Volturno

## Amministrazione
Sull'onda della semplificazione amministrativa introdotta agli inizi dell'Ottocento nel Regno delle Due Sicilie dal regime napoleonico, l'istituzione della carica del Sindaco fu ideata per rendere più efficaci i rapporti tra potere locale e potere centrale. Nominato tramite un Decreto Reale da un Sovrintendente Governativo, il primo sindaco di Frattamaggiore fu nel 1806 Giuseppe Biancardi. Il metodo dell'indicazione governativa, restò in vigore anche con l'unità d'Italia. Fino al 1889, infatti, i nove sindaci che si alternarono a Frattamaggiore furono designati dal Prefetto di Napoli. Dal 1890 in poi, la nomina spettò agli eletti al Consiglio Comunale. Nella prima riunione del Consiglio, eletto da una parte dei cittadini, i consiglieri provvedevano all'elezione del rappresentante della città. Il cavaliere Francesco D'Ambrosio inaugurò questa nuova serie, segnata dai 13 anni di governo di Sossio Russo (1894 - 1907) e da 14 anni del cavaliere Carmine Pezzullo (1909 - 1923).
Con l'avvento del fascismo tutte le funzioni che in precedenza erano svolte dal sindaco, dalla giunta e dal consiglio comunale, furono affidate ad un Podestà, di nomina governativa. Il Podestà durava in carica cinque anni, e poteva essere sostituito in qualsiasi momento. A Frattamaggiore, Pasquale Crispino, fu nominato per due volte, e restò in carica dal 1927 al 1938. Gli successero Domenico Pirozzi fino al 1943, Sosio Pezzullo e Sossio Vitale. Con la proclamazione della Repubblica nel 1946, la nomina del sindaco ritornò nelle mani del Consiglio Comunale, eletto a suffragio universale dai cittadini. Il primo sindaco repubblicano fu il senatore Raffaele Pezzullo, in carica fino al 1952. Dopo il senatore Pezzullo, si aprì il lungo periodo di governo di Carmine Capasso. Cavaliere del lavoro, proprietario della maggior industria cittadina di lavorazione della canapa, Carmine Capasso restò in carica fino al 1969.

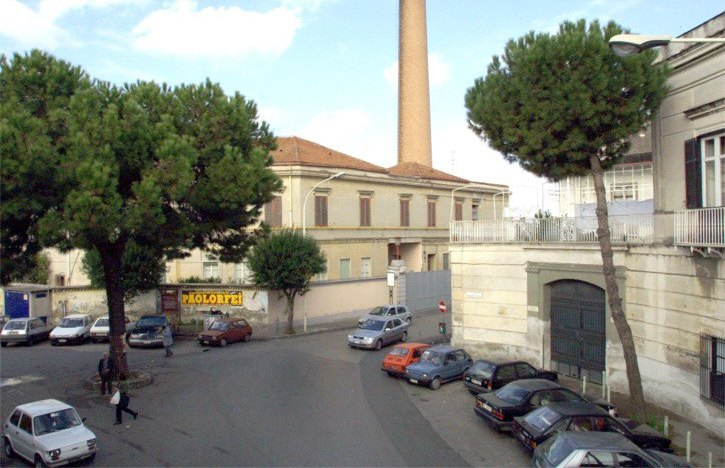
Piazza Crispino

Dopo le elezioni comunali del 1970 il consiglio comunale scelse Pasquale Ratto. Dal 1974 al 1980, un arretramento della Democrazia Cristiana, che nelle elezioni del 1975 passò da 26 a 17 seggi, perdendo la maggioranza relativa, determinò un periodo di instabilità istituzionale. Cinque sindaci in cinque anni. Negli anni ottanta vennero eletti Nicola Esposito, Raffaele Del Prete, Arcangelo Pezzella, Gennaro Liguori e Andrea Della Volpe. Il primo sindaco scelto direttamente dai cittadini è nel 1995 Pasquale Di Gennaro, in carica fino al 1999. Dopo un breve commissariamento prefettizio fu la volta di Vincenzo Del Prete. Dal 2002 al 2005, l’amministrazione è stata guidata da una Commissione Straordinaria di nomina governativa. Nel 2005, l'elezione di Francesco Russo riconfermato nel 2010, mentre risale al 2015 l'elezione alla carica di Sindaco di Marco Antonio Del Prete, che nella prima giunta tecnica scelse quali propri assessori Giuseppina Maisto, con la carica di Vice Sindaco, Giuseppe Pedersoli al Bilancio, Maria D'Ambrosio alle Politiche Sociali, Giuseppina Lanzaro all'Ambiente, Giuseppe D'Anna alle Attività Produttive, Sport e Commercio, Nicola Pisacane all'Urbanistica.

### Sindaci
| Periodo | Periodo   | Primo cittadino                    | Partito | Carica      | Note |
| ------- | --------- | ---------------------------------- | ------- | ----------- | ---- |
| 1822    | 1826      | Giuseppe Biancardi                 | -       | Sindaco     |      |
| 1827    | 1829      | Alessandro Muti                    | -       | Sindaco     |      |
| 1829    | 1832      | Giovanni Capasso                   | -       | Sindaco     |      |
| 1833    | 1838      | Giuseppe Lupoli                    | -       | Sindaco     |      |
| 1839    | 1842      | Giuseppe Giordano                  | -       | Sindaco     |      |
| 1843    | 1848      | Giovanni Capasso                   | -       | Sindaco     |      |
| 1849    | 1852      | Giuseppe Lupoli                    | -       | Sindaco     |      |
| 1853    | 1858      | Aniello Rossi                      | -       | Sindaco     |      |
| 1859    | 1860      | Francesco Muti                     | -       | Sindaco     |      |
| 1861    | 1862      | Domenico Rossi                     | -       | Sindaco     |      |
| 1862    | 1873      | Antonio Iadicicco                  | -       | Sindaco     |      |
| 1873    | 1875      | Gaetano Micaletti                  | -       | Sindaco     |      |
| 1876    | 1876      | Francesco Mormile                  | -       | Sindaco     |      |
| 1876    | 1877      | Gaetano Micaletti                  | -       | Sindaco     |      |
| 1877    | 1880      | Domenico Dente                     | -       | Sindaco     |      |
| 1881    | 1882      | Pasquale Rossi                     | -       | Sindaco     |      |
| 1882    | 1886      | Domenico Dente                     | -       | Sindaco     |      |
| 1886    | 1888      | Carlo Muti                         | -       | Sindaco     |      |
| 1889    | 1893      | Francesco D'Ambrosio               | -       | Sindaco     |      |
| 1894    | 1907      | Sossio Russo                       | -       | Sindaco     |      |
| 1908    | 1908      | Pasquale Russo                     | -       | Sindaco     |      |
| 1908    | 1908      | Pasquale Somma                     | -       | Comm. pref. |      |
| 1909    | 1923      | Carmine Pezzullo                   | -       | Sindaco     |      |
| 1924    | 1924      | Domenico D'Ambrosio                | -       | Sindaco     |      |
| 1924    | 1925      | Pietro Simoncini                   | -       | Comm. pref. |      |
| 1925    | 1925      | Sossio Pezzullo                    | -       | Sindaco     |      |
| 1925    | 1925      | Giuseppe Festa                     | -       | Comm. pref. |      |
| 1926    | 1927      | Tommaso De Rosa                    | -       | Comm. pref. |      |
| 1927    | 1938      | Pasquale Crispino                  | PNF     | Podestà     |      |
| 1938    | 1943      | Domenico Pirozzi                   | PNF     | Podestà     |      |
| 1943    | 1944      | Sossio Pezzullo                    | -       | Comm. pref. |      |
| 1944    | 1946      | Sossio Vitale                      | -       | Comm. pref. |      |
| 1946    | 1952      | Raffaele Pezzullo                  | DC      | Sindaco     |      |
| 1952    | 1969      | Carmine Capasso                    | DC      | Sindaco     |      |
| 1970    | 1974      | Pasquale Ratto                     | DC      | Sindaco     |      |
| 1974    | 1975      | Angelo Caserta                     | DC      | Sindaco     |      |
| 1975    | 1976      | Teodoro Pezzullo                   | DC      | Sindaco     |      |

Il gonfalone cittadino

| 1976    | 1976      | Giovanbattista Mastrosimone        | -       | Comm. pref. |      |
| 1976    | 1979      | Teodoro Pezzullo                   | DC      | Sindaco     |      |
| 1979    | 1980      | Pasquale Palmieri                  | DC      | Sindaco     |      |
| 1980    | 1985      | Nicola Esposito                    | DC      | Sindaco     |      |
| 1985    | 1985      | Raffaele Del Prete                 | DC      | Sindaco     |      |
| 1985    | 1986      | Gennaro Liguori                    | DC      | Sindaco     |      |
| 1986    | 1990      | Andrea Della Volpe                 | DC      | Sindaco     |      |
| 1990    | 1991      | Sossio Ferro                       | DC      | Sindaco     |      |
| 1991    | 1992      | Pasquale Ratto                     | DC      | Sindaco     |      |
| 1992    | 1993      | Nicola Esposito                    | DC      | Sindaco     |      |
| 1993    | 1993      | Arcangelo Pezzella                 | DC      | Sindaco     |      |
| 1993    | 1994      | Gennaro Liguori                    | DC      | Sindaco     |      |
| 1994    | 1995      | Corrado Rossi                      | PPI     | Sindaco     |      |
| 1995    | 1999      | Pasquale Di Gennaro                | FI      | Sindaco     |      |
| 1999    | 1999      | Mariagrazia D'Ascia                | -       | Comm. pref. |      |
| 1999    | 2002      | Vincenzo Del Prete                 | DS      | Sindaco     |      |
| 2002    | 2002      | Maria Elena Stasi                  | -       | Comm. pref. |      |
| 2002    | 2005      | Noce, Barbato, Frantellizzi, Mazza | -       | Comm. stra. |      |
| 2005    | 2015      | Francesco Russo                    | DL      | Sindaco     |      |
| 2015    | in carica | Marco Antonio Del Prete            | PD      | Sindaco     |      |

### Gemellaggi
- Striano, dal 2006[senza fonte]

## Sport

### Calcio

Frattese 1978-79

La squadra locale è la Frattese, che negli anni 40 e 80 del XX secolo ha raggiunto la Serie C. L'ultima partecipazione al campionato di serie C2 risale al campionato 1984-85.
Frattamaggiore è sede di una sezione dell'Associazione Italiana Arbitri: la sezione AIA di Frattamaggiore fu fondata nel 1974 e ha vantato arbitri di livello come Arcangelo Pezzella e Gennaro Marchese.
Al 2025 milita nel Campionato di Eccellenza Campania.

## Galleria d'immagini

### Impianti sportivi
- Stadio Pasquale Ianniello
- Campo sportivo Raffaele Damiano